# Iúlia Véisberg
Iúlia Véisberg   (Orenburg, 25 de desembre de 1879 (Julià) - Sant Petersburg, 1 de març de 1942), nom complet amb patronímic Iúlia Làzarevna Véisberg, rus: Юлия Лазаревна Вейсберг fou una compositora i crítica russa.

## Biografia
Iulia Veisberg va néixer a Orenburg. Després de graduar-se al Gymnasium de Sant Petersburg (1885), estudià a la facultat d’Història i Filologia de la Universitat de Dones. Mentrestant, des del 1899, estudià teoria musical en classes privades amb I. I. Krïzhanovski, deixeble de Nikolai Rimski-Kórsakov. Des del 1902 al 1905 estudià al Conservatori de Sant Petersburg, on aprengué composició amb Rimski-Kórsakov, orquestració amb Aleksandr Glazunov i cant amb Tsvantsiger. Fou expulsada del Conservatori el 1905 a causa de la seva participació en els fets revolucionaris d’aquell any, concretament una vaga contra el director del conservatori, i marxà a Berlín, on estudià entre el 1907 i el 1912 amb Engelbert Humperdinck i Max Reger. Finalment, el 1912 tornà a Sant Petersburg i es graduà al Conservatori aquell mateix any.
El 1914 es casà amb Andrei Rimski-Kórsakov (1878-1940), amb qui treballà en la publicació i edició de la revista Muzïkal′nïy sovremennik (El musical contemporani) des del 1915 al 1917 –que fou la primera revista de música a Rússia–, que tractava no només dels concerts que es feien al país sinó també d’història i teoria musical.
Els seus lligams amb la família Rimski-Kórsakov continuaren durant el seu segon matrimoni, atès que el seu fill treballà amb A. Rimski-Kórsakov en la construcció d’instruments electrònics com l'Emiriton, per al qual Grigori Rimski-Kórsakov escriví diverses obres.
Als anys vint Veisberg participà en organitzacions voluntàries com la Societat de Propaganda de la Música Contemporània Russa, el Cercle d’Amics de Música de Cambra i la Divisió de Leningrad de l’Associació de Música Contemporània. A més, entre el 1921 i el 1923 fou la directora coral de l’Escola de Música de les Joventuts Treballadores.
Va morir durant la Segona Guerra Mundial en el setge de Leningrad.

## Obra
Les habilitats de Iuliia Veisberg com a compositora li foren reconegudes en vida. Leonid Sabanéiev, crític musical rus contemporani, la va descriure com “una mestra en tots els sentits de la paraula”, dient que destacava sobre totes les altres dones compositores.
Quant a l'estil de les seves obres, conreà tant el tipus de romances dels salons de la Rússia pre-revolucionària com peces “conjunturals” sobre texts d'Aleksandr Bezïmenski i obres infantils que foren elogiades per les crítiques. A més, molta de la seva música reflecteix el seu interès pel folklore i, segons Anna Bofill Levi, encara la podem emmarcar en el context del nacionalisme rus que es desenvolupà abans de la Revolució russa en la cort del tsar, en què els compositors, inspirats pels textos de Puixkin, componien obres que enaltien l'esperit del país.
Segons John Haag, les composicions de Iuliia Veisberg sovint tenen deixos d'exotisme, inspirades en temes com les nits d’Aràbia. A més, mostren una clara influència del seu mestre Aleksandr Glazunov, qui encapçalà el moviment de recuperació de la música jueva que tingué lloc a Rússia entorn del 1900 i en el qual participà Iuliia Veisberg juntament amb Aleksandr i Grigori Krein, Mikhail Gnesin, Mikhail Milner i Aleksandr Veprik, moviment que, segons Susan Filler, investigava la música jueva com a nova expressió de nacionalisme.
Veisberg es dedicà sobretot als gèneres vocals. Moltes d’aquestes obres vocals, com les Cançons Xineses, són d’un gran sentiment poètic. Segons Detlef Gojowy, l'estil musical de les seves composicions s'exemplifica en el cicle de cançons Rautendelein, caracteritzat per un llenguatge harmònic molt cromàtic. Tot i que els ritmes són simples i el fraseig regular, hi ha una gran tensió provocada a través de salts de tritò en la melodia i moviments sinuosos, cromàtics, en l’acompanyament harmònic.

### Òperes[3][9]
- Rusalochka (La Sireneta, 1923), amb llibret de Sophia Parnok sobre el conte de Hans Christian Andersen.
- Gyul’nara (1935), amb llibret de Sophia Parnok i la mateixa Iuliia Veisberg.
- Gusi-lebedi (Oques-cignes, 1937), òpera infantil amb llibret de Veisberg i Samuïl Marxak, composta a Moscou.
- Myortvaya tsarevna (La princesa morta, 1937), ràdio-òpera sobre text de A. S. Puixkin, emesa el 1938.
- Zaykin dom (La casa d’un llorigó, 1937), òpera infantil amb llibret de W. Weltmann, composta a Moscou.

### Obres per a veu i orquestra no operístiques[5][2][9]
- Rautendelein (1912), sobre l’obra de Gerhart Hauptmann Die versunkene Glocke, composta a Leipzig.
- Poyot pechal’nïy golos (Cançons d’una veu trista, 1924), amb text de Fiódor Sologub.
- Dvenadtsat’ (Els Dotze, 1928), cantata sobre el poema d'Aleksandr Blok.
- 5 detskiye pesni (5 Cançons Infantils, 1929), amb text de Valentín Katàiev.

### Música de cambra[9][8]
- Lunnaya skazka (La història de la Lluna, 1929), per a veu, flauta i quartet de cordes. Amb text de Paula Dehmel.
- 4 Peces (1937), per a veu, dos violins i piano.
- Garafitsa (cançó folk moldava, 1938), per a veu i arpa o piano.

També compongué moltes cançons per a una veu i piano, duets amb piano, cançons per a coral infantil i solo i arranjaments de cançons folklòriques.

### Música no vocal[9][8]
- Skazochka (1928), conte.
- Noch’yu (A la Nit, 1929), poema simfònic.
- Ballade (1930)
- Fantasia
- Scherzo Dramàtic
- Simfonia en sol m

Finalment, com a obra no compositiva va traduir els escrits musicals de Romain Rolland, que es publicaren a Moscou el 1938 en nou volums titulats Sobraniye muzikal’no-istoricheskikh sochineny.